# کانری
کان‌رِی (به ژاپنی: 管領) یا کان‌ریو (kanryō) یک مقام سیاسی بالا در نظام فئودالی ژاپن بود. معمولاً به عنوان معاون شوگون ترجمه می‌شود. در ابتدا و از ۱۳۳۶ تا ۱۳۶۷ معاون شوگون شیتسوجی (執事 Shitsuji) نامگذاری شده بود.
پس از ۱۳۴۹، در واقع دو کان‌رِی کیوتو و کانرِی کانتو وجود داشت.
آشیکاگا یوشی‌میتسو (تولد ۲۵ سپتامبر، ۱۳۵۸، مرگ ۳۱ می، ۱۴۰۸) سومین شوگون از شوگون‌سالاری آشیکاگا در سال ۱۳۹۸ سه خاندان را که عبارت بودند از: خاندان هوسوکاوا، خاندان شیبا و خاندان هاتاکه‌یاما را به عنوان خاندان‌هایی که مقام کان‌ری اختصاصاً به آنها تعلق می‌گیرد، برگزید.

## فهرست کان‌ری‌های کیوتو
- شیتسوجی
  - ۱۳۳۶–۱۳۴۹ کو نو مورونائو (?-۱۳۵۱)
  - 1349 Kō no Moroyo (?-1351)
  - ۱۳۴۹–۱۳۵۱ کو نو مورونائو (?-۱۳۵۱)
  - 1351-1358 Niki Yoriaki (۱۲۹۹–۱۳۵۹)
  - 1358-1361 Hosokawa Kiyouji (?-۱۳۶۲)
- کان‌رِی
  - ۱۳۶۲–۱۳۶۶ شیبا یوشی‌یوکی (۱۳۵۰–۱۴۱۰)
  - ۱۳۶۸–۱۳۷۹ هوسوکاوا یوری‌یوکی (۱۳۲۹–۱۳۹۲)
  - ۱۳۷۹–۱۳۹۱ شیبا یوشی‌یوکی (۱۳۵۰–۱۴۱۰)
  - 1391-1393 Hosokawa Yorimoto (۱۳۴۳–۱۳۹۷)
  - ۱۳۹۳–۱۳۹۸ شیبا یوشی‌یوکی (۱۳۵۰–۱۴۱۰)
  - 1398-1405 Hatakeyama Motokuni (۱۳۵۲–۱۴۰۶)
  - 1405-1409 Shiba Yoshinori (۱۳۷۱–۱۴۱۸)
  - 1409-1410 Shiba Yoshiatsu (۱۳۹۷–۱۴۳۴)
  - 1410-1412 Hatakeyama Mitsuie (۱۳۷۲–۱۴۳۳)
  - 1412-1421 Hosokawa Mitsumoto (۱۳۷۸–۱۴۲۶)
  - 1421-1429 Hatakeyama Mitsuie (۱۳۷۲–۱۴۳۳)
  - 1429-1432 Shiba Yoshiatsu (۱۳۹۷–۱۴۳۴)
  - 1432-1442 Hosokawa Mochiyuki (۱۴۰۰–۱۴۴۲)
  - 1442-1445 Hatakeyama Mochikuni (۱۳۹۸–۱۴۵۵)
  - ۱۴۴۵–۱۴۴۹ هوسوکاوا کاتسوموتو (۱۴۳۰–۱۴۷۳)
  - 1449-1452 Hatakeyama Mochikuni (۱۳۹۸–۱۴۵۵)
  - ۱۴۵۲–۱۴۶۴ هوسوکاوا کاتسوموتو (۱۴۳۰–۱۴۷۳)
  - ۱۴۶۴–۱۴۶۷ هاتاکه‌یاما ماساناگا (۱۴۴۲–۱۴۹۳)
  - 1467-1468 شیبا یوشی‌کادو (?-?)
  - ۱۴۶۸–۱۴۷۳ هوسوکاوا کاتسوموتو (۱۴۳۰–۱۴۷۳)
  - ۱۴۷۳ هاتاکه‌یاما ماساناگا (۱۴۴۲–۱۴۹۳)
  - ۱۴۷۸–۱۴۸۶ هاتاکه‌یاما ماساناگا (۱۴۴۲–۱۴۹۳)
  - ۱۴۸۶ هوسوکاوا ماساموتو (۱۴۶۶–۱۵۰۷)
  - ۱۴۸۶–۱۴۸۷ هاتاکه‌یاما ماساناگا (۱۴۴۲–۱۴۹۳)
  - ۱۴۸۷-? هوسوکاوا ماساموتو (۱۴۶۶–۱۵۰۷)
  - ۱۴۹۰ هوسوکاوا ماساموتو (۱۴۶۶–۱۵۰۷)
  - ۱۴۹۵–۱۵۰۷ هوسوکاوا ماساموتو (۱۴۶۶–۱۵۰۷)
  - ۱۵۰۸–۱۵۲۵ هوسوکاوا تاکاکونی (۱۴۸۴–۱۵۳۱)
  - 1525 Hosokawa Tanekuni
  - ۱۵۲۷ هاتاکه‌یاما یوشیتاکا (?-۱۵۳۲)
  - ۱۵۳۶ هوسوکاوا هاروموتو (۱۵۱۹–۱۵۶۳)
  - 1546 Rokkaku Sadayori (۱۴۹۵–۱۵۵۲)
  - 1552-1564 Hosokawa Ujitsuna (?-۱۵۶۴)